# 横浜市立庄戸小学校
横浜市立庄戸小学校（よこはましりつ しょうどしょうがっこう）は、神奈川県横浜市栄区にある小学校である。

## 沿革
- 1979年4月1日 - 現位置に横浜市立上郷南小学校が開校。
- 2006年4月1日 - 上郷南小学校と横浜市立野七里小学校の統合により、横浜市立庄戸小学校として開校[1]。

## 学区
- 上郷町の一部、野七里、庄戸1〜5丁目、東上郷町、長倉町[2]